# Gecse Ferenc
Gecse Ferenc (1947. január 29. – 2015. április 9.)) bajnoki bronzérmes labdarúgó, hátvéd.

## Pályafutása
1969 és 1977 között a Salgótarjáni BTC labdarúgója volt. 1969. április 30-án mutatkozott be az élvonalban az MTK ellen, ahol csapata 3–1-es vereséget szenvedett. Az élvonalban 142 bajnoki mérkőzésen szerepelt. Részese volt a Salgótarjáni BTC legnagyobb sikerének, az 1970–71-es bajnoki bronzérem megszerzésének.

## Sikerei, díjai
- Magyar bajnokság
  - 3.: 1971–72